# Ізофлавоноїди
І́зофлавоно́їди (рос. изофлавоноиды, англ. isoflavonoids) — нейтральні органічні сполуки, похідні 3-фенілхромен-4-ону, які включають відновлені по 2—3 вуглець-вуглецевому подвійному зв'язку (ізофлаванони), відновлені по кетогрупі (ізофлаваноли) та гідроксильовані в різних положеннях такі сполуки.